# 微分算子
在数学中，微分算子（英語：Differential operator）是定义为微分运算之函数的算子。首先在记号上，将微分考虑为一个抽象运算是有帮助的，它接受一个函数得到另一个函数。

## 记号
最常用的微分算子是取导数自身。这个算子的常用记号包括：{\displaystyle {\mathrm {d}  \over \mathrm {d} x}}、{\displaystyle D}（在不會搞混哪个变量微分時），以及{\displaystyle D_{x}}（指明了变量）。
一阶导数如上所示，但当取更高阶n-次导数时，下列替代性记号是有用的：{\displaystyle \mathrm {d} ^{n} \over \mathrm {d} x^{n}}、{\displaystyle D^{n}}、{\displaystyle D_{x}^{n}}。
记号D的发明与使用归于奥利弗·亥维赛，他在研究微分方程中考虑了如下形式的微分算子
{\displaystyle \sum _{k=0}^{n}c_{k}D^{k}}
另一个最常见的微分算子是拉普拉斯算子，定义为
{\displaystyle \Delta =\nabla ^{2}=\sum _{k=1}^{n}{\partial ^{2} \over \partial x_{k}^{2}}}
另一个微分算子是Θ算子，定义为
{\displaystyle \Theta =z{\mathrm {d}  \over \mathrm {d} z}}
有时候这也称为齐次算子，因为它的本征函数是关于z的单项式：
{\displaystyle \Theta (z^{k})=kz^{k},\quad k=0,1,2,\dots }
在n个变量中齐次算子由
{\displaystyle \Theta =\sum _{k=1}^{n}x_{k}{\frac {\partial }{\partial x_{k}}}}
给出。与单变量一样，Θ的本征空间是齐次多项式空间。

## 一个算子的伴随
给定一个线性微分算子T
{\displaystyle Tu=\sum _{k=0}^{n}a_{k}(x)D^{k}u}，
这个算子的伴随定义为算子{\displaystyle T^{*}}使得
{\displaystyle \langle Tu,v\rangle =\langle u,T^{*}v\rangle }
这里记号{\displaystyle \langle \cdot ,\cdot \rangle }表示数量积或点积。从而此定义取决于数乘的定义。

### 单变量中的形式伴随
在平方可积函数空间中，数量积定义为
{\displaystyle \langle f,g\rangle =\int _{a}^{b}f(x)\,{\overline {g(x)}}\,\mathrm {d} x}
如果另外增添要求f或g当{\displaystyle x\to a}与{\displaystyle x\to b}等于零，我们也可定义T的伴随为
{\displaystyle T^{*}u=\sum _{k=0}^{n}(-1)^{k}D^{k}[a_{k}(x)u]}
此公式不明显地取决于数量积的定义，故有时作为伴随算子的一个定义。当{\displaystyle T^{*}}用这个公式定义时，它称为T的形式伴随。
一个（形式）自伴算子是与它的（形式）伴随相等的算子。

### 多变量
如果Ω是Rn中一个区域，而P是Ω上一个微分算子，则P在L2(Ω)中的伴随由对偶性以类似的方式定义：
{\displaystyle \langle f,P^{*}g\rangle _{L^{2}(\Omega )}=\langle Pf,g\rangle _{L^{2}(\Omega )}}
对所有光滑L2函数f与g。因为光滑函数在L2中是稠密的，这在L2的一个稠密子集上定义了伴随：:  P*是一个稠定算子。

### 例子
施图姆-刘维尔算子是形式自伴算子一个熟知的例子。这个二阶微分算子L可以写成如下形式
{\displaystyle Lu=-(pu')'+qu=-(pu''+p'u')+qu=-pu''-p'u'+qu=(-p)D^{2}u+(-p')Du+(q)u.\;\!}
这个性质可用上面的形式自伴的定义来证明。
{\displaystyle {\begin{aligned}L^{*}u&{}=(-1)^{2}D^{2}[(-p)u]+(-1)^{1}D[(-p')u]+(-1)^{0}(qu)\\&{}=-D^{2}(pu)+D(p'u)+qu\\&{}=-(pu)''+(p'u)'+qu\\&{}=-p''u-2p'u'-pu''+p''u+p'u'+qu\\&{}=-p'u'-pu''+qu\\&{}=-(pu')'+qu\\&{}=Lu\end{aligned}}}
这个算子在施图姆-刘维尔理论（Sturm–Liouville theory）
中的关键，其中考虑了这个算子本征函数（类比于本征向量）。

## 微分算子的性质
微分是线性的，即
{\displaystyle D(f+g)=(Df)+(Dg)}
{\displaystyle D(af)=a(Df)}
这里f和g是函数，而a是一个常数。
任何以函数为系数之D的多项式也是一个微分算子。我们也可以通过法则
{\displaystyle (D_{1}\circ D_{2},f)=D_{1}(D_{2}(f))}
复合微分算子。需要一些注意：首先算子D2中的任何函数系数必须具有D1所要求的可微次数。为了得到这样运算的一个环，我们必须假设所用的系数的所有阶导数。第二，这个环不是交换的：一个算子gD一般与Dg不同。事实上我们有例，如在量子力学中的基本关系：
{\displaystyle Dx-xD=1}
但这些算子的子环：D的常系数多项式是交换的。它可以另一种方式刻画：它由平移不变算子组成。
微分算子也服从移位定理（shift theorem）。

## 多变量
同样的构造可对偏导数也成立，关于不同的变量微分给出可交换的算子。

## 坐标无关描述以及与交换代数的关系
在微分几何与代数几何中，通常习惯于对两个向量丛之间的微分算子有一个坐标无关描述。设{\displaystyle E}与{\displaystyle F}是流形{\displaystyle M}上两个向量丛。截面的一个{\displaystyle \mathbb {R} }-线性映射{\displaystyle P:\Gamma (E)\rightarrow \Gamma (F)}称为一个k-阶微分算子，如果它分解穿过节丛{\displaystyle J^{k}(E)}。换句话说，存在一个向量丛的线性映射
{\displaystyle i_{P}:J^{k}(E)\rightarrow F}
使得
{\displaystyle P={\hat {i}}_{P}\circ j^{k}}
这里{\displaystyle {\hat {i}}_{P}}表示由{\displaystyle i_{P}}，在截面上诱导的映射，而{\displaystyle j^{k}:\Gamma (E)\rightarrow \Gamma (J^{k}(E))}，是典范（或通用）k-阶微分算子。
这恰好意味着对一个给定的截面{\displaystyle s} of {\displaystyle E}，{\displaystyle P(s)}在一个点{\displaystyle x\in M}的值完全由{\displaystyle s}在{\displaystyle x}的k-阶无穷小行为决定。特别地这蕴含着{\displaystyle P(s)(x)}由{\displaystyle s}在{\displaystyle x}的芽决定，这说明了微分算子是局部的。一个基本的结果是皮特定理（Peetre theorem）证明了逆命题也是正确的：任何局部算子是微分。
线性微分算子的一个等价的，但纯代数的描述如下：
一个{\displaystyle \mathbb {R} }-线性映射{\displaystyle P}是一个k-阶微分算子，如果对任何(k + 1)阶光滑函数{\displaystyle f_{0},\ldots ,f_{k}\in C^{\infty }(M)}我们有
{\displaystyle [f_{k}[f_{k-1}[\cdots [f_{0},P]\cdots ]]=0}
这里括号{\displaystyle [f,P]:\Gamma (E)\rightarrow \Gamma (F)}定义为交换子
{\displaystyle [f,P](s)=P(f\cdot s)-f\cdot P(s)}
线性算子的这个刻画说明，它们是一个交换代数上的模之间的一个特殊映射，使这个概念可视为交换代数的一部分。

## 例子
- 在物理学的应用中，像拉普拉斯算子在建立与求解偏微分方程中起着主要的作用。
- 在微分拓扑中，外导数与李导数算子有内蕴意义。
- 在抽象代数中，导子的概念是微分算子不要求分析的一个推广。通常这样的推广用于代数几何与交换代数。另见节。